# Du som åt människan
Du som åt människan är en psalm med text skriven av Johan Olof Wallin.

## Publicerad i
- 1819 års psalmbok som nr 297 under rubriken "Kristligt sinne och förhållande - I allmänhet: Förhållandet till oss själva och nästan: Tungans rätta bruk".[1]